# Завершення залишкового блоку
У криптографії, завершення залишкового блоку (англ. residual block termination) — це варіація CBC режиму, яка не потребує доповнення. Вона робить це дієвою зміною CFB режиму для останнього блоку. Натомість збільшується складність.

## Перебіг шифрування
Довжина відкритого тексту N не кратна розміру блока L:
- Шифруємо ⌊N/L⌋ повних блоків через режим CBC;
- Шифруємо останній зашифрований блок знову;
- Виконуємо XOR останніх бітів відкритого тексту з найлівішими бітами двічі зашифрованого блоку.

## Перебіг дешифрування
- Дешифруємо ⌊N/L⌋ повних блоків із CBC;
- Шифруємо останній повний шифрований блок;
- Виконуємо XOR останніх бітів двічі зашифрованого блоку.

## Короткі повідомлення
Для повідомлень коротших від одного блоку, завершення залишкового блоку може використовувати зашифрований ІВ замість останнього повного блоку.